# Sharpes akalat
De Sharpes akalat (Sheppardia sharpei) is een zangvogel uit de familie Muscicapidae (vliegenvangers).

## Verspreiding en leefgebied
Deze soort telt 2 ondersoorten:
- S. s. usambarae: oostelijk en noordoostelijk Tanzania.
- S. s. sharpei: zuidelijk Tanzania, noordelijk Malawi en noordoostelijk Zambia.